# Killswitch Engage
Killswitch Engage este o formație metalcore americană, din Westfield, Massachusetts, formată în 1999 după desființarea Overcast și Aftershock. Componența actuală a trupei Killswitch Engage constă din vocalistul Jesse Leach, basistul Mike D'Antonio, chitariștii Joel Stroetzel și Adam Dutkiewicz, și bateristul Justin Foley. Formația a lansat 6 albume de studio și un DVD. Cel mai recent album al lor, Disarm the Descent a fost lansat pe 2 aprilie 2013.
Killswitch Engage a devenit renumită o dată cu lansarea albumului său din 2004 The End of Heartache, care a ajuns pe poziția 21 în topul Billboard 200, și a fost certificat cu aur de către RIAA în decembrie 2007 pentru cele peste 500.000 de copii vândute în Statele Unite. Piesa de titlu, "The End of Heartache", a fost nominalizată la Premiile Grammy în 2005 pentru Cea mai bună Performanță Metal. Killswitch Engage a evoluat la multe festivaluri, printre care Wacken Open Air, Reading and Leeds Festivals, Ozzfest, Download Festival, Rock on the Range, Rock Am Ring, Mayhem Festival, Monsters of Rock, Pointfest, Heavy MTL și Australian Soundwave Festival. Formația a vândut peste 4 milioane de înregistrări numai în Statele Unite și este pe larg recunoscută ca "una din fondatorii metalcore-ului" și unul din cei mai importanți reprezentanți ai scenei New Wave of American Heavy Metal.

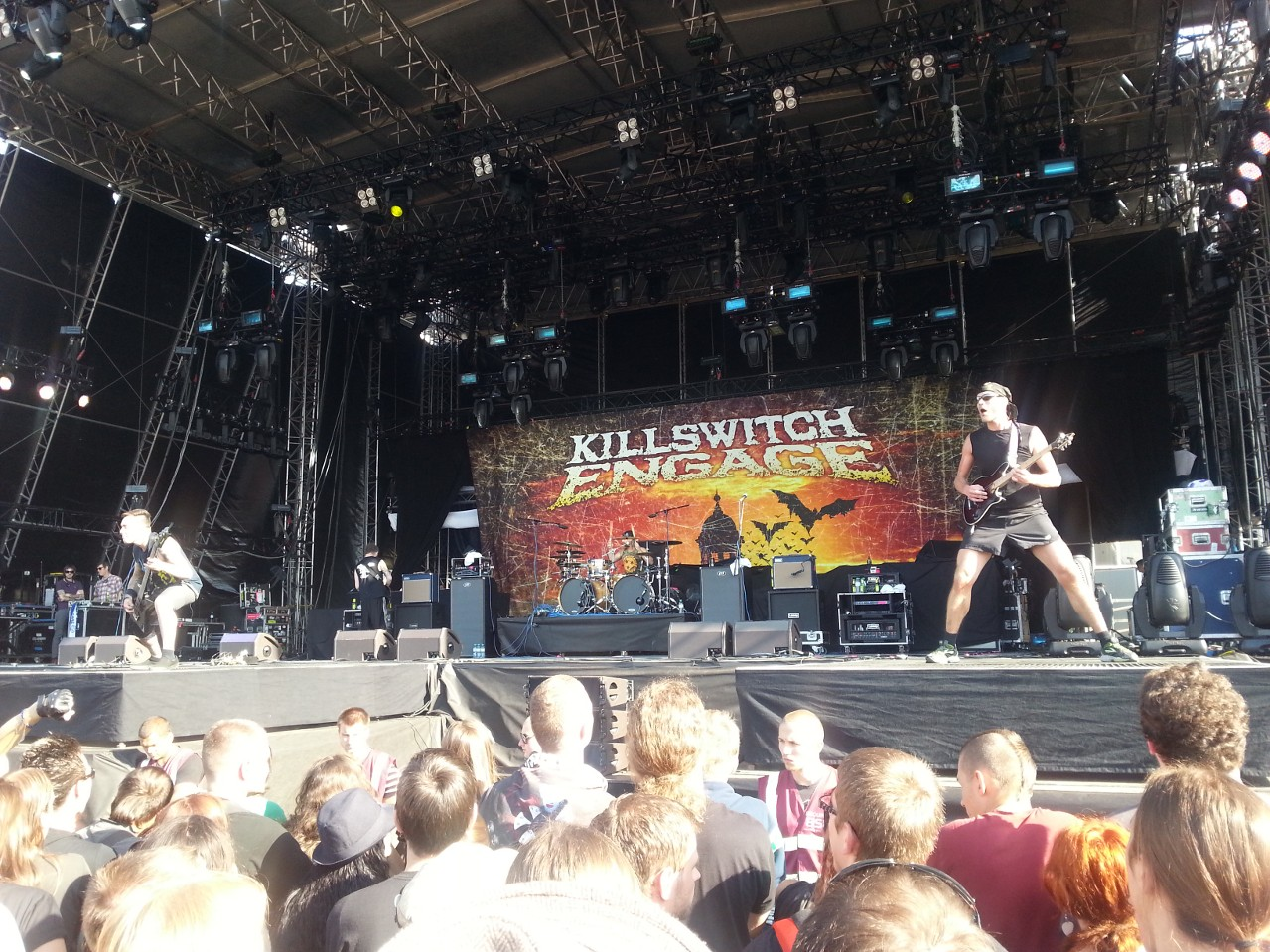
Killswitch Engage evoluând în 2013

## Membrii formației

### Membri actuali
- Adam Dutkiewicz – chitară, back vocal (2002–prezent), baterie (1999–2002)
- Joel Stroetzel – chitară (1999–prezent)
- Mike D'Antonio – chitară bas (1999–prezent)
- Jesse Leach – vocal (1999–2002, 2012–prezent)
- Justin Foley – baterie (2003–prezent)

### Foști membri
- Pete Cortese – chitare (2000–2001)
- Tom Gomes – baterie (2002–2003)
- Howard Jones – vocal (2002–2012)

### Membri de turnee
- Patrick Lachman – chitare (2007)
- Josh Mihlek – chitare (2007)
- Peter Wichers – chitare (2007)
- Phil Labonte – vocal (2010)
- Jordan Mancino – baterie (2013)

## Discografie
Albume
- Killswitch Engage (2000)
- Alive or Just Breathing (2002)
- The End of Heartache (2004)
- As Daylight Dies (2006)
- Killswitch Engage (2009)
- Disarm the Descent (2013)
- Incarnate (2016)
- Atonement (2019)